# Kibyrrhaiotai
Das Kibyrrhaiotische Thema oder Thema der Kibyrrhaioten (altgriechisch θέμα Κιβυρραιωτῶν) war ein byzantinisches Thema, das die Südküste Kleinasiens zwischen dem frühen 8. Jahrhundert und dem 12. Jahrhundert umfasste. Als erstes und wichtigstes Flotten-Thema (Griechisch: θέμα ναυτικόν) diente es hauptsächlich der Stellung von Schiffen und Truppen für die byzantinische Marine.

## Geschichte
Die Kibyrrhaioten (altgriechisch|Κιβυρραιῶται, „Männer von Kibyrrha“) beziehen ihren Namen von der antiken Stadt Kibyrrha (entweder das Kibyrrha in Karien oder Kibyrrha in Pamphylien). Das Thema wird erstmals in der Expedition gegen Karthago im Jahr 698 erwähnt, als ein „Droungarios der Kibyrrhaioten“ als Befehlshaber der Männer von Korykos erwähnt wird: Apsimar, der an der Spitze der revoltierenden Flotte zum Kaiser Tiberios II. aufstieg. Zu dieser Zeit waren die Kibyrrhaioten unter dem Kommando der Flotte der Karabisianoi.
Nachdem das Kommando der Karabisianoi aufgelöst worden war (zwischen 719/720 und ca. 727) wurden die Streitkräfte der Kibyrrhaioten in einem regulären Thema zusammengefasst, dessen befehlshabender Strategos erstmals 731/732 erwähnt wird. Bis zum 9. Jahrhundert, als das Thema der Ägäis und das von Samos aus ehemaligen Droungarios-Kommandos geschaffen wurden, war das Thema der Kibyrrhaioten das einzige rein maritime Thema des Byzantinischen Reiches.
Das Thema umfasste die Südküste Kleinasiens (heutige Türkei) von Milet (das zum Thema der Thrakesier gehörte) bis zur Grenze zum islamischen Kalifat in Kilikien, wodurch es die alten römischen Provinzen Karien, Lykien, Pamphylien und Teile von Isaurien sowie die heutige Dodekanes umfasste. Seine geographische Lage ließ es zum ersten Angriffsziel der arabischen Flotten aus der Levante und Ägyptens werden, so dass die Kibyrrhaioten eine große Rolle in den byzantinisch-arabischen Kriegen einnahmen. Das Thema, das für seine Fruchtbarkeit bekannt war, litt unter häufigen arabischen Angriffen, die die ländlichen Bereiche bis auf einige Festungen entvölkerte.
Der Sitz des Strategos des Themas war wahrscheinlich Attaleia. Er erhielt ein jährliches Gehalt von 10 Pfund Gold. Seine Position in der byzantinischen Hierarchie war relativ niedrig, dennoch war er der höchste Befehlshaber der byzantinischen Flotte. Wie alle Themen war das Thema der Kibyrrhaioten in Droungoi und Turmai unterteilt. Unter den wichtigsten Bediensteten des Strategos waren der kaiserliche ek prosopou in Syllaion, der Droungarios von Attaleia und Kos und der Katepano, der die Mardaiten des Themas befehligte. Diese waren die Nachfahren einiger tausend Menschen, die aus dem Libanon von Kaiser Justinian II. in den 680ern nach Kleinasien umgesiedelt worden waren, um dort Marinesoldaten und Ruderer zu stellen. Im frühen 9. Jahrhundert umfasste das Thema der Kibyrrhaioten etwa 70 Schiffe. In der Expedition gegen das Emirat von Kreta 911 entsandte das Thema 31 Kriegsschiffe – 15 große Dromonen und 16 mittelgroße Pamphyloi – mit etwa 6000 Ruderern und 760 Seesoldaten.
In der Mitte des 11. Jahrhunderts, als sich die muslimische Bedrohung zur See legte, begann auch für die byzantinischen Provinzflotten der lange Abstieg. Die Flotte der Kibyrrhaioten wird zuletzt 1043 bei der Bekämpfung einer Flotte der Rus erwähnt. Danach wurde das Thema eine rein zivile Provinz, der ein Krites und später ein Doux vorstand. Der Großteil des Themas fiel nach 1071 an die Seldschuken, konnte aber teilweise von Alexios I. Komnenos zurückerobert werden. Das Thema wurde schließlich von Manuel I. Komnenos aufgelöst und das verbleibende Gebiet in Karien dem Thema Mylasa und Melanoudion unterstellt.